# Morten Hampenberg & Alexander Brown
Morten Hampenberg & Alexander Brown sind ein dänisches DJ- und Musikproduzenten-Duo, bestehend aus Morten Hampenberg und Alexander Brown.

## Diskografie

### Singles
- 2009: Røgmaskine
- 2009: Skub til taget (feat. Yepha)
- 2010: Istanbul
- 2011: Det stikker helt af (feat. Yepha)
- 2011: I Want You (To Want Me Back) (feat. Stine Bramsen)
- 2011: Klovn (mit Yepha & Casper Christiansen)
- 2012: Raise the Roof (feat. Pitbull, Fatman Scoop & Nabiha)
- 2013: You’re a Star (feat. Busta Rhymes & Shonie)